# Pius Ikedia
Pius Nelson Ikedia (ur. 11 lipca 1980 w Lagos) – piłkarz nigeryjski grający na pozycji prawego pomocnika.

## Kariera klubowa
Ikedia pochodzi z Lagos. Piłkarską karierę zaczynał w małym klubie Okin Oloja Ventures, w którym grał w 1996 roku. Dla swojej drużyny zdobył 5 goli w lokalnej lidze i tym samym zwrócił uwagę trenerów Bendel Insurance i w 1997 roku dołączył do tej drużyny. Wraz z Juliusem Aghahową stworzył bramkostrzelny atak. Przez 2 lata gry w Pepsi Pro League zajął z drużyną z Beninu odpowiednio 13. w 1997 i 12. miejsce w 1998 roku. Dobra gra w nigeryjskiej lidze zaowocowała w 1999 roku transferem do najbardziej utytułowanego klubu Wybrzeża Kości Słoniowej, ASEC Mimosas. W klubie z Abidżanu grał tylko przez pierwszą połowę sezonu, ale miał swój udział w wywalczeniu mistrzostwa kraju.
Latem 1999 Ikedia odszedł do Ajaksu Amsterdam. W Eredivisie zadebiutował 28 listopada w wyjazdowym wygranym 2:1 meczu z AZ Alkmaar. W 26. minucie został z powodu kontuzji zmieniony przez Wamberto. Nie przebił się jednak do składu Ajaksu i oprócz debiutu wystąpił jeszcze w tylko 1 spotkaniu. W sezonie 2000/2001 wystąpił w 13 spotkaniach, głównie jako rezerwowy i zdobył 1 bramkę – swoją pierwszą na holenderskich boiskach, 3 maja w wyjazdowym meczu 31. kolejki ligowej z RKC Waalwijk (2:2). Nadal miał trudności z przebiciem się do składu, gdyż w Ajaksie na prawej stronie miał konkurenta w osobie Andy van der Meyde, a więc zawodnika wyższej klasy niż Pius. W sezonie 2001/2002 wywalczył z Ajaksem mistrzostwo Holandii oraz Puchar Holandii, choć udział w tych sukcesach miał znikomy – ledwie 10 meczów i 1 gol w lidze. Spowodowało to, że trenerzy Ajaksu zdecydowali, iż lepsze dla Ikedii będzie wypożyczenie do innego klubu. Na sezon 2002/2003 Ikedia wylądował w FC Groningen, gdzie przebił się do pierwszej jedenastki mając miejsce na prawym skrzydle. Z Groningen utrzymał się w lidze. Pomimo tego, że rozegrał dobry sezon nie wrócił do Ajaksu i znów został wypożyczony, tym razem do RBC Roosendaal. Sezon 2003/2004 miał całkiem udany – 27 meczów, 1 gol i 12. miejsce w lidze gwarantujące pewne utrzymanie się. W sezonie 2004/2005 zdobył co prawda 4 gole, w tym 2 w meczu z Groningen, ale nabawił się kontuzji i w całym sezonie na boisku pojawił się raptem w 12 meczach. Drużyna RBC po barażach utrzymała się w lidze. Ikedii w tym czasie skończył się kontrakt z Ajaksem i zdecydował się odejść z klubu. Wybrał AZ Alkmaar, ale miał też ofertę z Tottenhamu Hotspur. Drużyna AZ była rewelacją rozgrywek sezonu 2005/2006 zajmując 2. miejsce, ale Ikedii w tym zespole, podobnie jak w Ajaksie, także się nie powiodło. W sezonie 2006-07 Pius był zawodnikiem innej drużyny Eredivisie, RKC Waalwijk.
| Sezon   | Klub             | Kraj                     | Rozgrywki            | Mecze | Bramki |
| ------- | ---------------- | ------------------------ | -------------------- | ----- | ------ |
| 1997    | Bendel Insurance | Nigeria                  | Premier League (NGA) | ?     | ?      |
| 1998    | Bendel Insurance | Nigeria                  | Premier League (NGA) | ?     | ?      |
| 1999    | ASEC Mimosas     | Wybrzeże Kości Słoniowej | Ligue 1 MTN          | ?     | ?      |
| 1999/00 | AFC Ajax         | Holandia                 | Eredivisie           | 2     | 0      |
| 2000/01 | AFC Ajax         | Holandia                 | Eredivisie           | 13    | 0      |
| 2001/02 | AFC Ajax         | Holandia                 | Eredivisie           | 10    | 1      |
| 2002/03 | FC Groningen     | Holandia                 | Eredivisie           | 27    | 1      |
| 2003/04 | RBC Roosendaal   | Holandia                 | Eredivisie           | 27    | 1      |
| 2004/05 | RBC Roosendaal   | Holandia                 | Eredivisie           | 12    | 4      |
| 2005/06 | AZ Alkmaar       | Holandia                 | Eredivisie           | 12    | 1      |
| 2006/07 | RKC Waalwijk     | Holandia                 | Eredivisie           | 23    | 2      |
| 2007/08 | Metałurh Donieck | Ukraina                  | Wyszcza Liga         | 3     | 0      |
| 2008/09 | RBC Roosendaal   | Holandia                 | Eerstedivisie        | 14    | 0      |
|         |                  |                          | Łącznie w Eredivisie | 116   | 11     |

## Kariera reprezentacyjna
W reprezentacji Nigerii Ikedia zadebiutował w wieku 17 lat, 7 sierpnia 1997 w wygranym 1:0 meczu z Kamerunem, rozegranym w ramach czteronarodowego turnieju w Tunezji.
W 1999 roku wystąpił z reprezentacją Nigerii U-20 na Młodzieżowych Mistrzostw Świata w Nigerii. Zdobył gola w meczu 1/8 finału z Irlandią (1:1, w karnych 5:3 dla Nigerii), ale w ćwierćfinale Nigeryjczycy odpadli po meczu z Mali (1:3). Na osłodę Ikedii pozostała nagroda Srebrnej Piłki dla drugiego Najlepszego Piłkarza Mistrzostw i został wybrany do Najlepszej Jedenastki.
W 2002 roku z powodu kontuzji nie zagrał w Pucharze Narodów Afryki. Został jednak powołany przez selekcjonera Festus Adegboye Onigbinde na finały MŚ 2002. Tam zagrał we wszystkich trzech meczach – z Argentyną (0:1), ze Szwecją (1:2) oraz Anglią (0:0), we wszystkich trzech przypadkach wchodził na boisko z ławki rezerwowych.
W 2004 wystąpił w Pucharze Narodów Afryki w Tunezji. Zagrał tam we wszystkich meczach Nigerii, ale tylko w jednym wyszedł w pierwszej jedenastce – w meczu o 3. miejsce z Mali wygranym 2:1.